# Auguste Walras
Antoine Auguste Walras (Montpellier, 1º febbraio 1801 – Pau, 18 aprile 1866) è stato un economista francese.

## Biografia
Dopo aver studiato alla Scuola normale superiore dal 1820 al 1823, svolse l'attività di precettore dal 1823 al 1831 a Parigi. Sposatosi con Louise Aline de Saint-Beuve, nel 1834 nacque suo figlio Léon Walras, sul quale avrà grande influenza negli studi economici; fino al 1835 fu insegnante di scuola superiore.
Professore di filosofia prima al Regio collegio di Lilla nel 1839, insegnò al Regio collegio di Caen dal 1840 al 1847; successivamente divenne amministratore scolastico fino al 1862.

## Pensiero
Walras intese l'economia come una scienza pura, comparabile alle scienze naturali, fino a teorizzare un'economia matematica, in senso esclusivamente aritmetico.
Elaborò una propria teoria della rarità: la causa del valore era data dall'utilità e dalla limitazione dei beni per durata o quantità.

## Opere
- Auguste Walras, De la nature de la richesse, et de l'origine de la valeur, Parigi, 1831.
- Auguste Walras, Théorie de la richesse sociale ou Résumé des principes fondamentaux de l'économie politique, Parigi, 1849.